# Sándor Sára

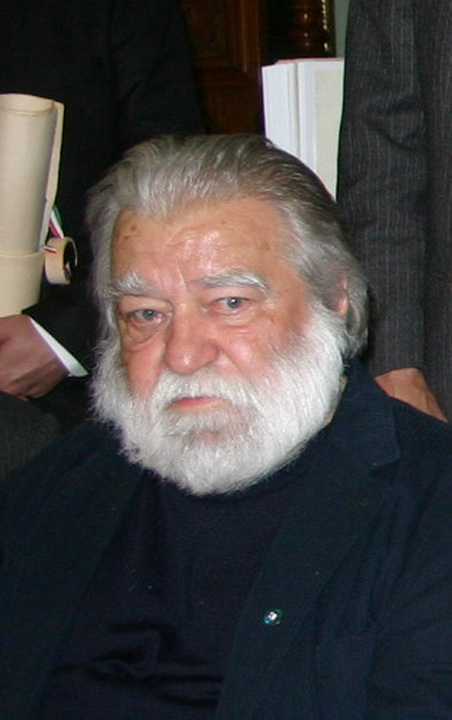
Sándor Sára, în 2010, Fotografiat de László Horváth

Sándor Sára (n. 28 noiembrie 1933, Tura, Regatul Ungariei – d. 22 septembrie 2019, Budapesta, Ungaria) a fost un director de imagine și regizor de film maghiar. A regizat 16 filme între 1962 și 2004. Filmul său Feldobott kő a fost ales pentru a concura la Festivalul de Film de la Cannes din 1968,  dar festivalul a fost anulat din cauza protestelor civile din mai 1968 din Franța. 

## Biografie
S-a născut la 28 noiembrie 1933. Sándor Sára este tatăl cinematografului Balázs Sára și al regizoarei de film Júlia Sára.
Și-a început cariera cu documentare, apoi în anii 1960 - anii 1970  a contribuit la recunoașterea internațională a cinematografiei maghiare cu viziunea sa individuală. Cel mai des a lucrat cu Ferenc Kósa și István Szabó. În filmele sale, chipul uman și peisajul maghiar mărturisesc ce se întâmplă în om și cu omul în timpul cataclismelor istorice.
Ca director de imagine a lucrat la filmul Apa (Tata) din 1966 regizat de István Szabó sau la filmul Sindbad din 1971 regizat de Zoltán Huszárik.
Filmul 80 de husari (80 huszár) din 1978 s-a clasat pe locul întâi în lista celor mai reprezentative 53 de filme maghiare (în maghiară 53 magyar film) realizată în 2012 de membrii Academiei Maghiare de Arte (în maghiară Magyar Művészeti Akadémia). De asemenea, filmul Feldobott kő din 1969 s-a clasat pe locul 19 în lista celor 53 de filme maghiare.
A primit  Premiul Balázs Béla în 1968. În 1974 a fost recompensat cu titlul de Artist Emerit al Ungariei. În 1978 i s-a acordat Premiul Kossuth.

## Filmografie selectată
- Zece mii de sori (Tízezer nap, 1967)
- Feldobott kő (1969)
- Szindbád (1971)
- Holnap lesz fácán (1974)
- 80 de husari (80 huszár, 1978)
- Tüske a köröm alatt (1987)
- Könyörtelen idők (1991)
- Vigyázók (1993)
- A vád (1996)

## Legături externe
- Sándor Sára la Internet Movie Database